# Karim Laghouag
Karim Florent Laghouag (Nogent-le-Rotrou, 4 de agosto de 1975) é um ginete francês, especialista no CCE, campeão olímpico por equipes em 2016.

## Carreira
Laghouag competiu no CCE por equipes nos Jogos Olímpicos de 2016, conquistando a medalha de ouro montando Entebbe, ao lado de Thibaut Vallette, Mathieu Lemoine e Astier Nicolas.